# Lunca Mircești
Lunca Mircești este o arie protejată (arie specială de conservare — SAC, sit de importanță comunitară — SCI) din România, desemnată în scopul protejării biodiversității și menținerii într-o stare de conservare favorabilă a florei spontane și faunei sălbatice, precum și a habitatelor naturale de interes comunitar aflate în arealul zonei de protecție. Aceasta se întinde pe o suprafață de 32,8 ha, integral pe uscat.

## Localizare
Centrul sitului Lunca Mircești este situat la coordonatele 47°05′07″N 26°52′22″E / 47.085211°N 26.872875°E. Acesta se întinde pe teritoriul administrativ al comunei Mircești din județul Iași.

## Înființare
Situl Lunca Mircești (ROSCI0107) a fost declarat sit de importanță comunitară în decembrie 2007 pentru a proteja 1 specie de plante și 2 specii de animale. Situl a fost protejat și ca arie specială de conservare în mai 2022. Acesta include rezervația naturală Lunca Mircești (Vasile Alecsandri).

## Biodiversitate
Situată în ecoregiunea continentală, aria protejată conține 2 habitate naturale: Păduri mixte riverane de Quercus robur, Ulmus laevis și Ulmus minor, Fraxinus excelsior sau Fraxinus angustifolia, de-a lungul marilor râuri (Ulmenion minoris), Galerii de Salix alba și de Populus alba.
La baza desemnării sitului se află mai multe specii protejate:
- plante (1): papucul doamnei (Cypripedium calceolus)
- nevertebrate (2): rădașcă (Lucanus cervus), Arytrura musculus (fluture)